# Cherleria eglandulosa
Cherleria eglandulosa, syn.Minuartia eglandulosa — вид квіткових рослин родини гвоздикових (Caryophyllaceae).

## Біоморфологічна характеристика
Це багаторічна рослина 10–17 см заввишки. Запушення густе, з коротких простих волосків. Листки вузьколінійні, 3–8 мм завдовжки. Чашолистки овальні, з 3 виступаючими жилками і плівчастим краєм, 4.5–6 мм завдовжки; пелюстки в 1.5 рази довші за чашолистки. Коробочки не перевищують філіжанку.

## Поширення
Ендемік Криму.
В Україні вид росте на кам'янистих схилах — у Криму, дуже рідко (гора Чатирдаг)